# Carrabassett Valley
Carrabassett Valley – miasto w Stanach Zjednoczonych, w stanie Maine, w hrabstwie Franklin.